# بيير بلانوس
بيير بلانوس (25 مارس 1979

 في بوردو) (بالفرنسية: Pierre Planus)‏ لاعب كرة قدم فرنسي يلعب حاليا لصالح نادي الدرجة الوطنية كريتيل الفرنسي منذ 2008 في خط الوسط .
لعب بلانوس في أندية بوردو (1997-2000) كريتيل (2000-2002) تريليساك (2002-2003) سانوا (2003-2006) أنغرز (2006-2007) باريس (2007-2008) .

## وصلات خارجية
- بيير بلانوس على موقع قاعدة بيانات كرة القدم.إي يو (الإنجليزية)
- بيير بلانوس على موقع ليكيب (الفرنسية)